# Флаг Солецкого района
Флаг муниципального образования Солецкий муниципальный район Новгородской области Российской Федерации — опознавательно-правовой знак, являющийся официальным символом Солецкого муниципального района.
Ныне действующий флаг утверждён 27 марта 2014 года решением Думы Солецкого муниципального района № 316 и внесён в Государственный геральдический регистр Российской Федерации с присвоением регистрационного номера 9361.

## Описание
«Флаг Солецкого муниципального района представляет собой прямоугольное полотнище синего цвета с отношением ширины к длине 2:3; на расстоянии 3/5 ширины полотнища от верхнего края — горизонтальная, волнистая внизу, полоса в виде частокола жёлтого цвета, посередине которой ворота в цвет полотнища с приподнятой наполовину решёткой жёлтого цвета и, над ними, с бревенчатой сужающейся к верху башней со смотровой площадкой под треугольной кровлей, увенчанной треугольным флюгером, направленным к древку (все жёлтого цвета); по сторонам от башни направленные к ней: ближе к древку — тонко окаймлённый белым цветом стоящий на задних лапах медведь чёрного цвета с глазами, клыками и пятнами белого цвета, языком и когтями красного цвета, держащий в передней лапе наискось вперёд и вверх меч жёлтого цвета; дальше от древка — стоящий на задних лапах барс жёлтого цвета с пятнами чёрного цвета, глазами, языком и когтями красного цвета, держащий в передней лапе наискось вперёд и вверх меч; ниже ворот — сломанная пополам сабля белого цвета, уложенная обломками накрест: нижний обломок рукоятью вверх от древка, верхний — остриём вниз от древка».

## Обоснование символики
Золотой частокол с воротами и конической башней — городок-крепость, заложенный Александром Невским в 1239 году на реке Шелонь для защиты Новгородских земель от иноземных набегов (первое упоминание в летописи Солецкого района).
Чёрный медведь — фигура герба Новгородской губернии, в которую административно входила Шелонская пятина в XIII—XVIII веках.
Золотой барс — фигура герба Псковской губернии, в которую административно входили Солецкие земли в XVIII—XX веках.
Лазоревая волнообразная оконечность герба — река Шелонь, крупная водная артерия на территории Солецкого района, берущая начало в Псковской области, впадающая в озеро Ильмень.
Серебряная сломанная сабля — побеждённый враг.
Синий цвет (лазурь) — символ красоты, мягкости, величия.
Жёлтый цвет (золото) — символ богатства, справедливости, великодушия.
Белый цвет (серебро) — символ чистоты и невинности.
Красный цвет — символ храбрости, мужества, неустрашимости.

## История

### Первый флаг
Первый флаг Солецкого муниципального района был утверждён 23 декабря 2010 года решением Думы Солецкого муниципального района № 27.

#### Описание
«Флаг Солецкого муниципального района представляет собой прямоугольное полотнище с отношением ширины к длине 2×3. Флаг составлен на основании герба Солецкого муниципального района. На лазоревом (синем, голубом) полотнище флага в верхней части изображены серебряный медведь с золотым мечом — справа и золотой барс с серебряным мечом — слева. В центре полотнища флага изображена рубленая башня со смотровой площадкой и частоколом. В нижней части полотнища — серебряная переломленная сабля».

#### Обоснование символики
Флаг составлен на основании герба Солецкого муниципального района по правилам и традициям геральдики и отражает исторические, культурные, социально-экономические, национальные и иные местные традиции.
Золотой частокол с воротами и конической башней — городок-крепость, заложенный Александром Невским в 1239 году на реке Шелони для защиты Новгородских земель от иноземных набегов (первое упоминание в летописи Солецкого района).
Серебряный медведь — фигура герба Новгородской губернии, в которую административно входила Шелонская пятина в XIII—XVIII веках.
Золотой барс — фигура герба Псковской губернии, в которую административно входили Солецкие земли в XVIII—XX веках.
Лазоревый (синий, голубой) цвет полотнища — река Шелонь, крупная водная артерия на территории Солецкого района, берущая начало в Псковской области, впадающая в озеро Ильмень.
Серебряная переломленная сабля — побеждённый враг.
Синий цвет (лазурь) — символ красоты, мягкости, величия.
Жёлтый цвет (золото) — символ богатства, справедливости, великодушия.
Белый цвет (серебро) — символ чистоты и невинности.
Красный цвет — символ храбрости, мужества, неустрашимости.

### Второй флаг
Второй флаг Солецкого муниципального района был утверждён 26 мая 2011 года решением Думы Солецкого муниципального района от № 73 на основании заключения Геральдического совета при Президенте Российской Федерации от 17 мая 2011 года № А-72-2-226.
Вопреки рекомендациям Геральдического совета, флаг был составлен с нарушением норм, предъявляемых к флагам муниципальных образований России.
На основании письма Геральдического совета при Президенте Российской Федерации от 3 марта 2014 года № А72-2-162, 27 марта 2014 года данный флаг был заменён ныне действующим флагом.

#### Описание
«Флаг Солецкого муниципального района представляет собой прямоугольное полотнище с отношением ширины к длине 2×3. Флаг составлен на основании герба Солецкого муниципального района. На белом полотнище флага в центре изображён герб Солецкого муниципального района».
Геральдическое описание герба гласит: «В лазоревом поле пониженный, волнистый внизу золотой частокол, в середине которого — золотая же рубленная из брёвен сужающаяся кверху башня с воротами поднятой наполовину золотой решёткой, со смотровой площадкой под шатровой кровлей, увенчанной флюгером-флажком; частокол сопровождён: внизу серебряной сломанной посередине саблей, положенной накрест с обломком; вверху по сторонам от башни обращёнными к ней: справа — чёрным, нитевидно окаймлённым серебром, медведем с червлёными языком и когтями и с золотым мечом в вытянутой вперёд правой передней лапе; слева — золотым, в чёрных пятнах барсом с червлёными языком и когтями, и с серебряным мечом в вытянутой вперёд левой передней лапе».
Символика флага повторяет символику ныне действующего флага.